# Kashal-e Azad Sara
Kashal-e Azad Sara (em persa: كشل ازادسرا, romanizada como Kashal-e Āzād Sarā; também conhecida como Kashal) é uma aldeia do distrito rural de Kurka, situada no distrito central de Astaneh-ye Ashrafiyeh, na província de Gilan, no Irã. No censo de 2006, sua população era de 746, em 216 famílias.